# Tom Nook
Tom Nook, in Japan als Tanukichi (jap. たぬきち) bekannt, ist eine fiktive Figur der Animal-Crossing-Serie, die den Dorfladen betreibt. Er erscheint erstmals im Nintendo-64-Spiel Dōbutsu no Mori, das in Europa und Nordamerika auf dem Nintendo GameCube als Animal Crossing veröffentlicht wurde. Nook verkauft dem Spieler zu Beginn jedes Spiels der Serie ein Haus, gibt ihm eine festgelegte Hypothek zur Zahlung und bietet an, es nach der Auszahlung der Hypothek zu erweitern. Er hatte auch einige Auftritte in der Super-Smash-Bros.-Serie.

## Konzept und Eigenschaften
Tom Nook basiert auf einem Tanuki, einem Marderhund. Obwohl er von 1Up.com als gierig betrachtet wird, widersprachen Rich Amtower und Reiko Ninomiya, Mitglieder des Nintendo's Treehouse-Lokalisierungsteams, dem und entgegneten, dass er eine nette Art besäße, die er nur selten zeigen würde. Amtower bezeichnete ihn als „den ersten Boss, den du je haben wirst.“ und fügte hinzu: „Obwohl Tom Nook alles unternimmt und nicht immer Zeit für Vergnügen hat, ist Nook kein schlechter Mensch. Er zeigt viel Großzügigkeit.“

## Auftreten
- Dōbutsu no Mori (April 2001, japanische Veröffentlichung auf dem Nintendo 64)
- Animal Crossing (14. Dezember 2001, GameCube-Port von Dōbutsu no Mori)
- Animal Crossing: Wild World (2005, Nintendo DS)
- Animal Crossing: Let’s Go to the City (2008, veröffentlicht als Animal Crossing: City Folk in Amerika, Wii)
- Animal Crossing: New Leaf (veröffentlicht im November 2012 in Japan, weltweit im Juni 2013, Nintendo 3DS)
- Animal Crossing: Happy Home Designer (veröffentlicht 2015 als Spin-off des Franchise mit Fokus auf die Gestaltung von Häusern und öffentlichen Gebäuden, Nintendo 3DS)
- Animal Crossing: Amiibo Festival (2015 als Spin-off veröffentlicht, bei dem Amiibo in einem Partyspiel gegeneinander spielen müssen. Eine der 16 Amiibo-Figuren, die im Spiel gespielt werden können, ist Tom Nook, Wii U)
- Animal Crossing: Pocket Camp (veröffentlicht in Australien im Oktober 2017 und weltweit am 22. November 2017. Tom Nook erscheint als untergeordneter Charakter, nur 45 Tage nach dem Start des Spiels, free to play, für iOS und Android.)
- Animal Crossing: New Horizons (veröffentlicht am 20. März 2020, Nintendo Switch)

## Rolle in derAnimal-Crossing-Serie
Tom Nook tritt zunächst im Nintendo-64-Titel Dōbutsu no Mori (später als Animal Crossing für GameCube) als Hauptgeschäftsbesitzer der Stadt auf und setzt seine Arbeit in den nächsten beiden Spielen der Serie fort. Nooks Rolle blieb von 2001 bis 2012 mit der Veröffentlichung von Animal Crossing: New Leaf nahezu unverändert. Neben dem Hauptgeschäftsbesitzer wird Nook dem Spieler zu Beginn der ersten drei Spiele auch ein Haus für rund 19.800 Sternis (Spielwährung der Serie) verkaufen. Da der Spieler nur 1000 Sternis in der Tasche hat, fordert Nook den Spieler auf, in seinem Geschäft etwas zu arbeiten, um einen Teil der Schulden zu begleichen. Die Aufgaben, die Nook ihnen zuweist, sind für den Spieler gedacht, um sich an die Steuerung des Spiels zu gewöhnen. Nach dem Pflanzen von Blumen, dem Schreiben von Briefen und dem Gespräch mit den Dorfbewohnern wird der Spieler "freigelassen", um zu tun, was er will, aber er muss den Restbetrag seiner Hypothek selbst bezahlen. Jedes Mal, wenn eine Hypothekenzahlung abgeschlossen ist, aktualisiert oder erweitert Nook das Haus des Spielers, wodurch der Spieler immer mehr in Schuld gegenüber ihm verschuldet wird, wobei der letzte Zuschlag am teuersten ist.
Nooks Laden führt im Laufe des Spiels auch mehrere Vergrößerungen und Erweiterungen durch. Der Zeitpunkt der Vergrößerung hängt davon ab, wie viele Sternis im Laden ausgegeben werden. Sein bescheidener Laden wie "Nooks Laden" mit grundlegenden Werkzeugen und sehr kleinen Gegenständen wird schließlich zu "Hyper Nook" – ein großes, zweistöckiges Gebäude mit einer großen Auswahl an Gegenständen. In dieser Erweiterung trifft der Spieler Nepp und Schlepp, die tatsächlich nicht seine Neffen sind, wie er in Wild World zugibt, die den zweiten Stock des Geschäfts führen. Seit Animal Crossing: New Leaf jedoch führen die beiden Neffen den kompletten Laden unter dem Namen "Schlepp & Nepps Laden" alleine. In jedem Spiel werden die Artikel im Laden jeden Tag gewechselt, unabhängig davon, in welcher Erweiterung sich der Laden befindet. Dies bedeutet, dass keine zwei Tage hintereinander die identische Kombination von Artikeln zum Verkauf steht.
- In Animal Crossing veranstaltet Nook am Ende jeden Monats eine Verlosung seltener Gegenstände.
- In Wild World trifft der Spieler mit der Ausbaustufe des Supermarkts „Hyper Nook“ auf Trude, eine Pudel-Dame, die die Haare des Spielers für 3000 Sternis verändert.
- In Let’s Go to the City, hat Pudel ihren Friseur-Salon in die Stadt verlegt. Mit der Ausbaustufe des Supermarkts „Hyper Nook“ wird Tom Nook dem Spieler zufällig eine Reihe von Fragen stellen. Je nach Antwort könnte den Laden in einen früheren Auftritt zurückverwandelt werden.
- Nook kehrt in New Leaf zurück. Statt des Ladenbesitzers vor Ort ist Nook jetzt für „ImmoNook“ zuständig und verkauft stattdessen Dinge, um das Äußere des Spielerhauses zu verbessern. Er wird auch das Haus des Spielers für einen Preis erweitern, der mit jeder Erweiterung steigt. Seine Neffen führen den Stadtladen jetzt selbstständig.
- Nook hat einen kleinen Auftritt in Animal Crossing: Pocket Camp wobei der Spieler ihn für 250 Blatt-Bons erwerben kann (nur 45 Tage nach Beginn des Spiels erhältlich).

### In anderen Spielen
Tom Nook hat einige kleinere Auftritte in der Videospielserie Super Smash Bros. gehabt. Er erscheint in diversen Sammelstücken in Super Smash Bros. Melee und Super Smash Bros. Brawl, sowie als Hintergrundfigur auf der Stadt und Großstadt-Stage, die auf der Animal-Crossing-Serie basiert. Tom Nooks Shop-Musik ist auch in Super Smash Bros. Brawl als Teil von Town Hall und Tom Nook’s Store zu hören. Tom Nook wurde auch in mehreren Werbeartikeln, einschließlich Plüschspielzeug, gezeigt.

## Rezeption
Trotz der negativen Resonanz wurde Tom Nook positiv aufgenommen. In dem Buch von Katherine Isbister, Better game characters by design: a psychological approach, zitiert sie Tom Nook als Beispiel für eine Mentorfigur, die indirekt den Spielern hilft. GamesRadar zählt ihn außerdem zu den 25 besten neuen Charakteren des Jahrzehnts auf und erklärt, dass er seinen Platz unter den Herzen der Gamer und der Menschen im Internet sowohl als virales Meme als auch als täuschend abwegiger Charakter erworben hat. Im Jahr 2012 wurde Tom Nook von GamesRadar unter den „Top 100“ des Jahres 2013 als achtzigstbester Bösewicht in Videospielen eingestuft. Obwohl er ein Waschbär ist, sei er „gestreift, pelzig und süß“. Im selben Jahr wurde er von Complex als neunundvierzigstcoolster Videospielschurke aller Zeiten eingestuft.

## Parodie und Analyse
Tom Nook wurde in mehreren Artikeln satirisiert, oft verglichen mit einem Pöbelboss, einem Kingpin oder sonst einer schlechten Person. IGN listete ihn als den 72. Videospiel-Schurken auf, was darauf hindeutet, dass Tom Nook ein schönes Gesicht macht, aber das "kalte, tote Herz eines Größenwahnsinnigen, dessen einziger Wunsch es ist, schnell Sternis zu machen". IGN-Redakteur Patrick Kolan beschrieb Nook als das Animal-Crossing-Äquivalent von Al Swearengen, einem Zuhälter aus den 1800er Jahren, aufgrund seines Geschäftssinns sowie der Position und Disposition des Charakters. Tom Nook wurde auch als verschlagener Charakter und als Gangster personifiziert, einschließlich einer Ausgabe des Web-Comics VG Cats, der ihn zeigt, wie er den Charakter des Spielers für sein Mietgeld aufmischt. In einem satirischen Artikel von GamesRadar deuten sie an, dass die Besetzung von Animal Crossing, vor allem Tom Nook, den Spieler in einen „Pelzkult“ versetze. GameSpy verzeichnete Tom Nook als einen Videospielcharakter, der im wirklichen Leben nicht beliebt wäre, und erklärte, dass er bei den Videospielen nervt und furchterregend wäre, wenn er im wirklichen Leben ein Vermieter wäre. 1Up.com-Herausgeber Jeremy Parish macht in seiner Rezension von Animal Crossing: Wild World eine Parodie-Dokumentation über die In-Game-Welt. Darin schlägt er vor, dass Tom Nooks Geschäftssinn es ihm ermöglicht, das Dorf effektiv zu kontrollieren.